# $h*! My Dad Says
Título a ser usado para criar uma ligação interna é $h*! My Dad Says.
$#*! My Dad Says (pronuncia-se Bleep My Dad Says) conhecida como (em Portugal, As Parvoíces do Meu Pai / no Brasil, As Besteiras Que Meu Pai Diz) é uma série de televisão produzida pela Warner Bros, protagonizada pelo astro William Shatner. A série teve sua estréia americana em 23 de setembro de 2010 na rede de TV CBS, em Portugal em 21 de Outubro de 2010 no canal Sony Entertainment Television e no Brasil em 7 de fevereiro de 2011 pelo canal pago Warner Channel, na TV aberta pelo canal SBT em 15 de maio de 2012. O seu argumento é baseado no livro Sh*t My Dad Says, escrito por Justin Halpern, que contem citações proferidas pelo seu pai.
Em 15 de maio de 2011, a CBS anunciou o cancelamento da série.

## Enredo
Ed é um homem de 72 anos se divorciou três vezes. Seus dois filhos já adultos, Vince e Henry, são acostumados com seus desagradáveis e politicamente incorretos comentários. Quando Henry, um escritor e blogueiro perde seu emprego, se vê obrigado a voltar a morar com Ed, criando novos problemas em sua complicada relação pai-filho.

## Elenco
- William Shatner como Ed Goodson
- Jonathan Sadowski como Henry
- Will Sasso como Vince
- Nicole Sullivan como Bonnie
- Tim Bagley como Tim

## Recepção

### Crítica
A recepção da crítica para o episódio piloto foi muito ruim, com o Metacritic atribuindo-lhe uma pontuação de 28/100.

### Prêmios
Ganhou na categoria "Favorite New TV Comedy" no 37th People's Choice Awards em 5 de janeiro de 2011.

## Cancelamento
Em 15 de maio de 2011, a CBS anunciou o cancelamento de $#*! My Dad Says, contrariando as boas avaliações e o prêmio People's Choice Awards de Melhor Nova Comédia.